# Westvisayataube
Die Westvisayataube (Phapitreron maculipectus) ist eine Art der Taubenvögel. Sie kommt ausschließlich auf zwei philippinischen Inseln vor. Sie galt lange als eine Unterart der Amethysttaube, ihr wird auf Grund der deutlichen Unterschiede zu dieser Art mittlerweile Artstatus zugebilligt.
Die Westvisayataube wird von der IUCN als eine potentiell bedrohte (near threatened) Art eingestuft.

## Erscheinungsbild
Die Westvisayataube erreicht eine Körperlänge von 26 bis 27 Zentimetern. Die Flügellänge beträgt 14 Zentimeter, der Schnabel ist 2,3 bis 2,6 Zentimeter lang. Sie ist damit etwas größer als die ebenfalls zu den Braunen Fruchttauben zählende Philippinen-Schwarzstrichtaube und verglichen mit dieser etwas kompakter gebaut. Im Vergleich zur Amethysttaube hat sie einen längeren Schnabel.
Die Westvisayataube hat ein überwiegend dunkelbraunes Gefieder und anders als die Amethysttaube einen braunen Scheitel. Von der Schnabelbasis ausgehend verläuft ein schmaler grauer Farbstreif unterhalb des Auges. Das Gefieder weist im Nacken eine intensiv violett irisierende Gefiederpartie auf. Das Kinn ist bräunlich weiß, die Kehle ist rötlich hellbraun. Die Brust und der Bauch sind aschgrau, die Federbasen sind jeweils dunkelgrau, sodass die Taube auf Brust und Bauch geschuppt oder gefleckt wirkt. Die Unterschwanzdecken sind blass rehbraun. Der Schnabel ist schwarz, die Füße und Beine sind dunkelrosa.

## Verbreitung und Lebensraum
Die Westvisayataube kommt auf Negros, der größten der zu den Philippinen gehörenden Visayas-Inseln sowie auf der nordwestlich von Negros liegenden Insel Panay vor, die ebenfalls zu den Visaya-Inseln zählt. Sie besiedelt auf beiden Inseln Wälder der Vorgebirge und Gebirge. Sie gilt als Standvogel und ist auf beiden Inseln eine vergleichsweise seltene Art. Auf beiden Inseln werden unverändert Wälder abgeholzt, was ihren Bestand gefährdet.

## Lebensweise
Die Lebensweise der Westvisayataube ist bislang nur wenig erforscht. Sie frisst Samen und Früchte. Über ihre Brutbiologie ist bislang nichts bekannt.